# Incrustoporiaceae
Incrustoporiaceae is een botanische naam, voor een familie van schimmels in de orde Polyporales. Het typegeslacht was Incrustoporia..
Enkele soorten binnen deze familie zijn:
- Boordloze dennenzwam (Skeletocutis kuehneri)
- Kleine kaaszwam (Skeletocutis nivea)
- Sneeuwwitte kaaszwam (Tyromyces chioneus)
- Witwollige dennenzwam (Skeletocutis amorpha)

## Geslachten
De volgende geslachten maken volgens Index Fungorum onderdeel uit van deze familie:
- Gloeoporellus
- Incrustoporia
- Piloporia
- Skeletocutis
- Tyromyces